# Championnat d'Océanie de football des moins de 20 ans 1998
Navigation
Tahiti 1997 Nouvelle-Calédonie/Îles Cook 2001
Le championnat d'Océanie de football des moins de 20 ans 1998 est la douzième édition du championnat de l'OFC des moins de 20 ans qui a eu lieu aux Samoa du 15 au 24 août 1998. L'équipe d'Australie, titrée il y a 2 ans, remet son titre en jeu. Le vainqueur se qualifie pour la prochaine Coupe du monde des moins de 20 ans, qui aura lieu au Nigeria en 1999. 
Les Samoa américaines prennent part pour la première fois à la compétition tout comme l'équipe des îles Tonga.

## Équipes participantes
- Samoa - Organisateur
- Australie - Tenante du titre
- Nouvelle-Zélande
- Vanuatu
- Tonga
- Fidji
- Samoa américaines
- Îles Salomon

## Résultats
Les 8 équipes participantes sont réparties en 2 poules. Au sein de la poule, chaque équipe rencontre ses adversaires une fois. À l'issue des rencontres, les deux premiers se qualifient pour la phase finale de la compétition, disputée en demi-finales et finale. 

### Groupe A
|   | Équipe    | Pts | J | G | N | P | BP | BC | Diff |
| - | --------- | --- | - | - | - | - | -- | -- | ---- |
| 1 | Australie | 9   | 3 | 3 | 0 | 0 | 18 | 0  | +18  |
| 2 | Fidji     | 6   | 3 | 2 | 0 | 1 | 11 | 3  | +8   |
| 3 | Samoa     | 3   | 3 | 1 | 0 | 2 | 1  | 12 | -11  |
| 4 | Tonga     | 0   | 3 | 0 | 0 | 3 | 1  | 16 | -15  |

| 15 août 1998 | Australie | 2 | 0 | Fidji |
|              | Samoa     | 1 | 0 | Tonga |
| 18 août 1998 | Australie | 8 | 0 | Tonga |
|              | Fidji     | 4 | 0 | Samoa |
| 20 août 1998 | Australie | 8 | 0 | Samoa |
|              | Fidji     | 7 | 1 | Tonga |

### Groupe B
|   | Équipe            | Pts | J | G | N | P | BP | BC | Diff |
| - | ----------------- | --- | - | - | - | - | -- | -- | ---- |
| 1 | Îles Salomon      | 7   | 3 | 2 | 1 | 0 | 24 | 0  | +24  |
| 2 | Nouvelle-Zélande  | 7   | 3 | 2 | 1 | 0 | 16 | 0  | +16  |
| 3 | Vanuatu           | 3   | 3 | 1 | 0 | 2 | 15 | 9  | +6   |
| 4 | Samoa américaines | 0   | 3 | 0 | 0 | 3 | 0  | 46 | -46  |

| 15 août 1998 | Nouvelle-Zélande | 8  | 0 | Vanuatu           |
|              | Îles Salomon     | 23 | 0 | Samoa américaines |
| 17 août 1998 | Nouvelle-Zélande | 8  | 0 | Samoa américaines |
|              | Îles Salomon     | 1  | 0 | Vanuatu           |
| 19 août 1998 | Îles Salomon     | 0  | 0 | Nouvelle-Zélande  |
|              | Vanuatu          | 15 | 0 | Samoa américaines |

### Demi-finales
| 22 août 1998 | Australie | 3 - 2 a.p. | Nouvelle-Zélande | Apia, Samoa |  |
|              |           |            |                  |             |  |

| 22 août 1998 | Fidji | 2 - 1 | Îles Salomon | Apia, Samoa |  |
|              |       |       |              |             |  |

### Match pour la3eplace
| 24 août 1998 | Nouvelle-Zélande | 2 - 1 | Îles Salomon | Apia, Samoa |  |
|              |                  |       |              |             |  |

### Finale
| 24 août 1998 | Australie | 2 - 0 | Fidji | Apia, Samoa |  |
|              |           |       |       |             |  |

- L'Australie se qualifie pour la Coupe du monde 1999.

## Sources et liens externes
- (en) Feuilles de matchs et infos sur RSSSF